# Wilhelm Korff

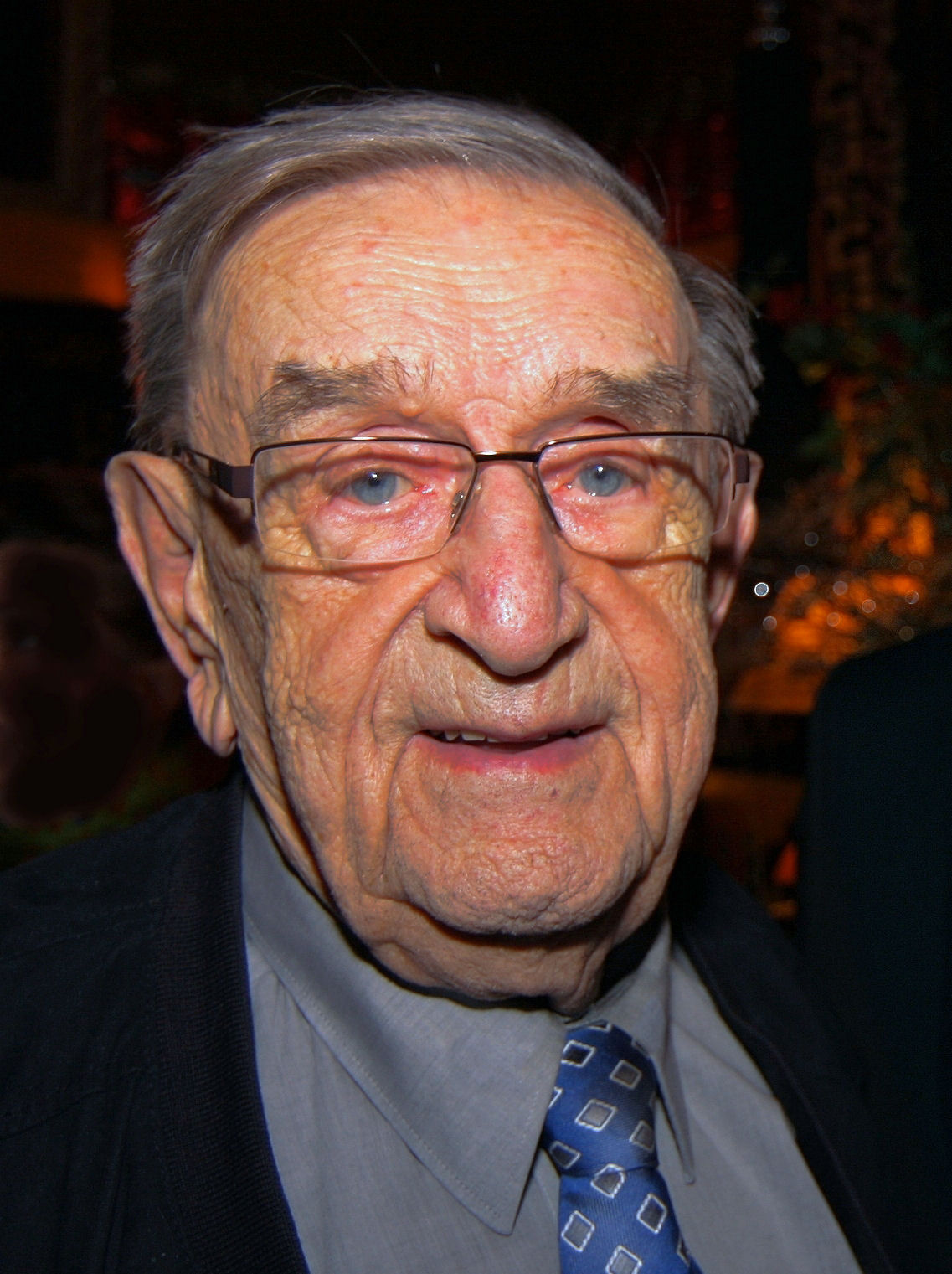
Wilhelm Korff bei der Rede zu seinem 90. Geburtstag

Wilhelm Korff (* 29. November 1926 in Hilden; † 4. August 2019 in München, beigesetzt in Hilden) war ein deutscher römisch-katholischer Geistlicher, Theologe und Sozialethiker.

## Leben
Wilhelm Korff studierte von 1946 bis 1950 Philosophie und Theologie an der Universität Bonn. Nach der Priesterweihe 1952 war er für 21 Jahre in Essen, Neuss, Sürth, Düsseldorf und Bonn als Seelsorger tätig, zunächst als Kaplan und später als Studentenpfarrer. 1965 wurde er mit der Dissertation „Ehre, Prestige, Gewissen“ an der Katholisch-Theologischen Fakultät der Universität Bonn zum Dr. theol. promoviert. 1973 wurde sein sozialethisches Grundlagenwerk „Norm und Sittlichkeit. Untersuchungen zur Logik der normativen Vernunft“ als Habilitationsschrift durch dieselbe Fakultät angenommen.
Von 1973 bis 1979 war er Professor für Theologische Ethik unter besonderer Berücksichtigung der Gesellschaftswissenschaften an der Universität Tübingen. Ab 1979 war er Professor für Christliche Sozialethik an der Universität München. 1993 wurde er emeritiert.
Von 1991 bis 1996 war er Mitglied des Sachverständigenrates für Umweltfragen beim Bundesminister für Umwelt, Naturschutz und Reaktorsicherheit. Von 1993 bis 1999 war er Leiter der von der Görres-Gesellschaft eingerichteten wissenschaftlichen Redaktion zur Erarbeitung eines Lexikons der Bioethik und eines Handbuchs der Wirtschaftsethik in München. Ferner war er Mitherausgeber der 3. Auflage des Lexikons für Theologie und Kirche (1993 bis 2001). Für 2012 erhielt Wilhelm Korff den Ehrenring der Görres-Gesellschaft zugesprochen. Er war Mitglied der Europäischen Akademie der Wissenschaften und Künste.

## Schriften (Auswahl)
- Ehre, Prestige Gewissen. Köln 1965
- Theologische Ethik. Eine Einführung. Unter Mitarbeit von Walter Fürst und Josef Torggler. (Theologisches Seminar) Freiburg/Basel/Wien (Herder) 1975; 2. Auflage 1979; italienisch: Introduzione all'etica teologica (Quaderni di teologia, Bd. 18), Assisi 1978.
- Kernenergie und Moraltheologie. Der Beitrag der theologischen Ethik zur Frage allgemeiner Kriterien ethischer Entscheidungsprozesse. (Suhrkamp Taschenbuch 597), Frankfurt 1979.
- Norm und Sittlichkeit. Untersuchungen zur Logik der normativen Vernunft. 2. neu eingeleitete Ausgabe: Freiburg/München (Alber) 1985.
- Wie kann der Mensch glücken? Perspektiven der Ethik. (Serie Piper 394), München/Zürich 1985.

Aufsätze in Zeitschriften und Büchern (Auswahl)
- Auf der Suche nach der Vernunft menschlichen Handelns. In: Konrad Hilpert (Hrsg.): Theologische Ethik autobiographisch. Schöningh 2007, S. 45–97.
- Christliche Sozialethik. Ein Aufriss ihrer Grundlegung. In: Markus Vogt (Hrsg.): Christliche Sozialethik – Architektur einer jungen Disziplin, S. 61–78.
- Forschungsprojekt Gliederungssysteme angewandter Ethik. In: Markus Vogt (Hrsg.): Christliche Sozialethik – Architektur einer jungen Disziplin, S. 79–89.

## Schriften als Mitherausgeber
- mit Anselm Hertz, Trutz Rendtorff und Hermann Ringeling: Handbuch der christlichen Ethik. Bände 1 und 2: Freiburg/Basel/Wien (Herder/Gütersloher Verlagshaus) 1978; (Herder/Gütersloher Verlagshaus) 1982; aktualisierte Neuausgabe Bände 1–3: Freiburg/Basel/Wien (Herder) 1993.
- mit Lutwin Beck und Paul Mikat: Lexikon der Bioethik. 3 Bände. Gütersloher Verlagshaus, Gütersloh 1998, ISBN 3-579-00234-1.
- als leitender Mitherausgeber: Handbuch der Wirtschaftsethik. 4 Bände, Gütersloh 1999.
- mit Walter Kasper, Konrad Baumgartner, Horst Bürkle, Klaus Ganzer, Karl Kertelge und Peter Walter: Lexikon für Theologie und Kirche. 3., völlig neu bearbeitete Auflage, 10 Bände 1993–2001.
- mit Markus Vogt: Gliederungssysteme angewandter Ethik. Ein Handbuch. Herder, Freiburg 2016, ISBN 978-3-451-34238-7.